# Saint-Didier-sur-Chalaronne
Saint-Didier-sur-Chalaronne település Franciaországban, Ain megyében. Lakosainak száma 2969 fő (2022. január 1.). Saint-Didier-sur-Chalaronne Garnerans, Illiat, Mogneneins, Saint-Étienne-sur-Chalaronne, Thoissey, Dracé, La Chapelle-de-Guinchay és Saint-Symphorien-d’Ancelles községekkel határos.

## Népesség
A település népessége az elmúlt években az alábbi módon változott:
| Lakosok száma | 1665 | 1968 | 2065 | 2577 | 2783 | 2787 | 2875 | 2938 | 3003 | 2969 |
|               | 1968 | 1982 | 1990 | 2006 | 2013 | 2015 | 2017 | 2019 | 2020 | 2022 |